# Iago ab Idwal ap Meurig
Iago ab Idwal ap Meurig, död 1039, var en walesisk regent. Han var kung av Gwynedd mellan 1023 och 1039.